# Leaellynasaura amicagraphica
Leaellynasaura amicagraphica es la única especie conocida del género extinto Leaellynasaura ("reptil de Leaellyn") es un género representado por una única especie de dinosaurio ornitópodo hipsilofodóntido, que vivió a principios del período Cretácico, hace aproximadamente entre 110 a 108 millones de años, en el Albiense, en lo que hoy es Australia.

## Descripción

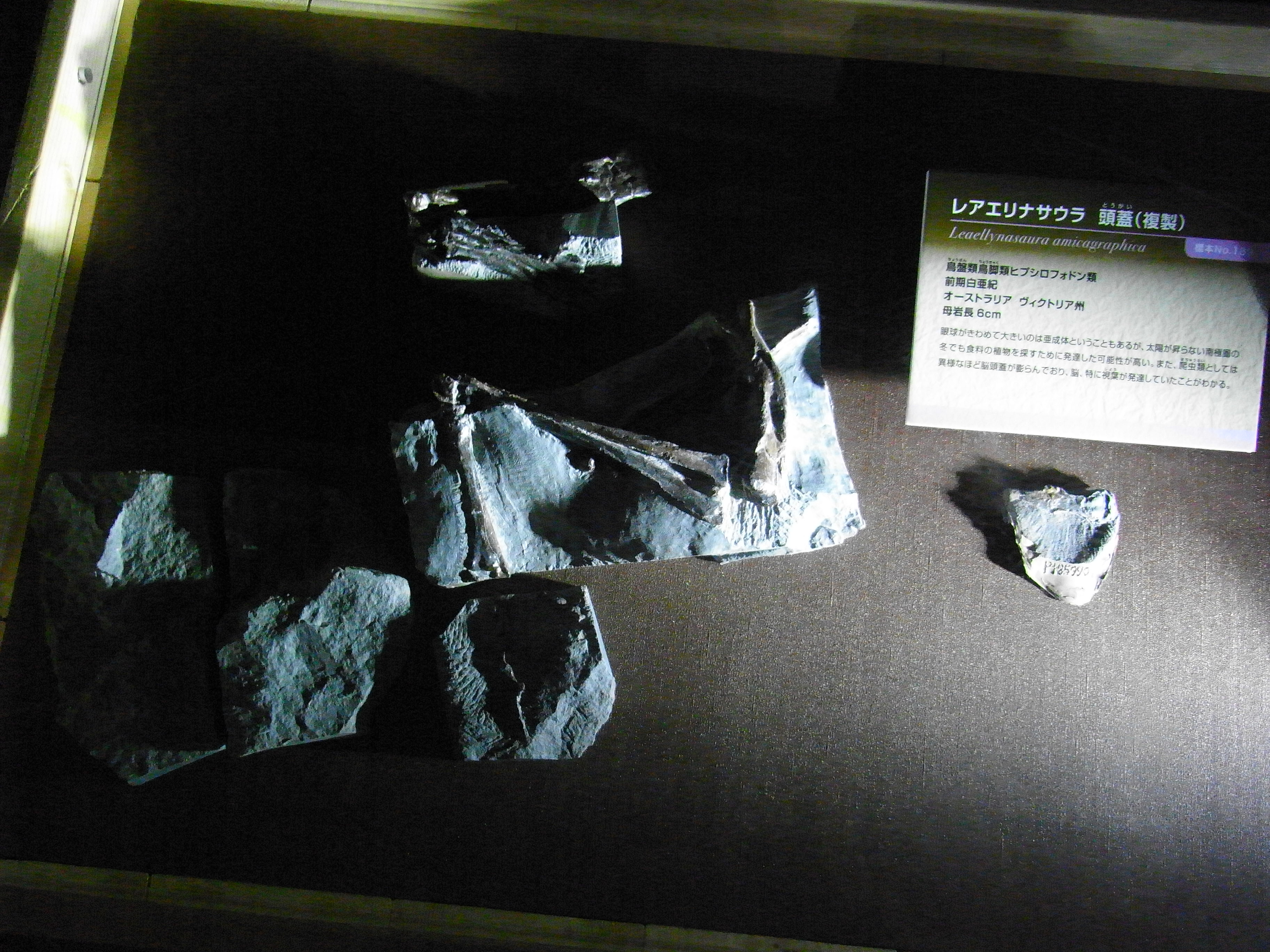
Fósiles de Leaellynasaura.

Leaellynasaura es conocido por varios especímenes incluyendo dos esqueletos casi completos y dos cráneos fragmentarios. Ha sido descrito sucesivamente como un "hipsilofodóntido", un primitivo iguanodontiano y un ornitisquio primitivo (Genasauria). La asignación más reciente lo describe como un ornitópodo no iguanodontiano. A diferencia de los ornistisquios más avanzados, Leaellynasaura carecía de tendones osificados en su cola. La cola es notable por estar entre las más largas con respecto al tamaño corporal entre los ornitisquios: la cola era tres veces más larga que el resto de la longitud corporal. También tenía más vértebras caudales que cualquier otro ornitisquio, exceptuando a algunos hadrosaurios.
Aunque no se conocen esqueletos completos de Leaellynasaura, habría medido hasta 3 m de largo y se caracterizaría por su pico, cuerpo liviano, postura bípeda, patas con cuatro dedos (tres garras y uno vestigial), brazos y piernas largas. Este dinosaurio también poseería grandes ojos, y un gran lóbulo óptico en su cerebro los que le serían de mucha utilidad en los meses en los que el sol no salía. El hecho de que viviera en temperaturas extremadamente bajas lleva a muchos científicos a creer que este animal pudo haber sido endotérmico. Leaellynasaura tiene hasta cinco cantos en los bordes bucales y linguales de las coronas de dientes maxilares no gastados.

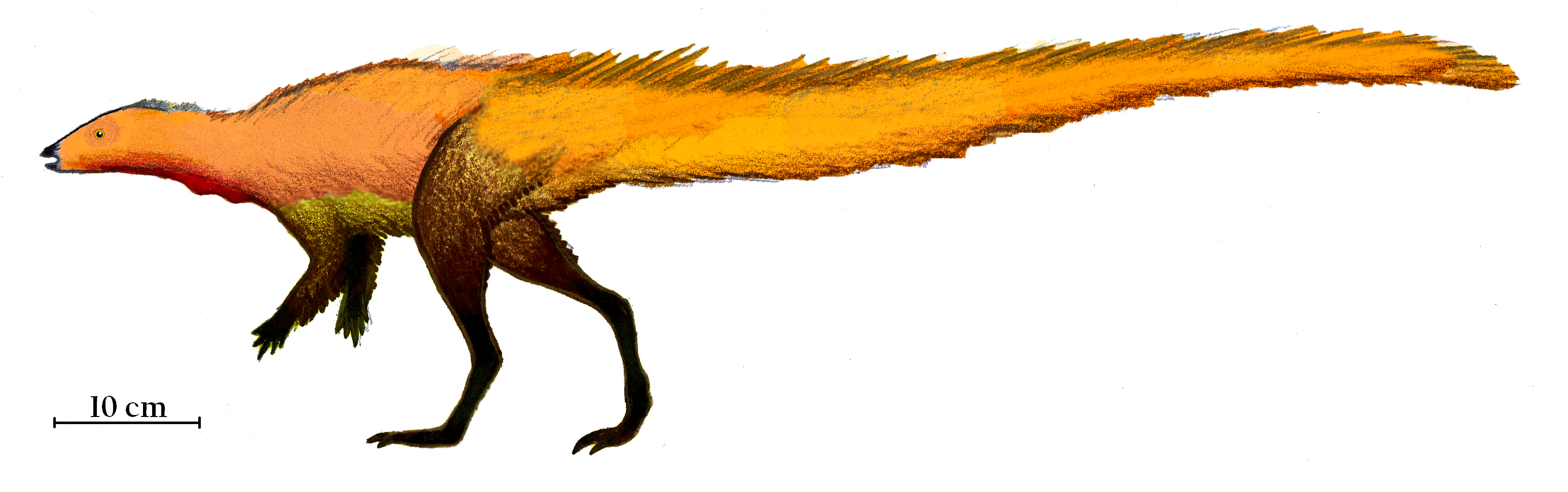
Recreación de Leaellynasaura

La especie tipo es Leaellynasaura amicagraphica descrita en 1989. Fue nombrado por Leaellyn Rich, la hija de la pareja de paleontólogos Tom Rich y Patricia Vickers-Rich quienes lo descubrieron.

## Descubrimiento e investigación
Descubierto en la Ensenada del Dinosaurio, formación Eumeralla, era un dinosaurio polar australiano conocido por varios ejemplares incompletos, entre ellos el holotipo, NMV P185991, un cráneo con dientes y material postcranial asociado. En este período, Victoria habría estado en el círculo polar antártico, que ahora es muy frío. Esto significa que Leaellynasaura vivía y prosperaba al parecer más al sur de lo que podría cualquier reptil de hoy. Esto es particularmente relevante debido a que junto con Cryolophosaurus que fue descubierto en la Antártida, sugieren la idea de que los dinosaurios podrían vivir bajo condiciones que eran inadecuadas para los animales de sangre fría. Es posible que el sol no apareciera en varias semanas o meses durante el invierno, dependiendo de latitud, así que significaría que Leaellynasaura habría tenido que vivir en la oscuridad durante, quizá, meses. Se han asignado de varios especímenes, incluidos dos esqueletos casi completos y dos cráneos fragmentarios. Herne en 2009, argumentó que, a diferencia de los ornitisquios más avanzados, Leaellynasaura carecía de tendones osificados en su cola. También argumentó que la cola es notable entre los más largos en relación con el tamaño de su cuerpo de cualquier ornitisquio, la cola era tres veces más larga que el resto del cuerpo combinado. También tiene más vértebras de la cola que cualquier otro ornitisquio, excepto algunos hadrosáuridos. Sin embargo, en una revisión posterior del material fósil atribuido a Leaellynasaura Herne en 2013 no pudo asignar con confianza los esqueletos postcraneales con colas largas o de hecho cualquier otro fósil que no sea el cráneo incompleto holotipo MV P185991, el maxilar derecho MV P186352 y el diente maxilar izquierdo MV P186412, todo desde la misma formación a Leaellynasaura amicagraphica.

## Clasificación
Leaellynasaurus se ha descrito de diversas maneras como un hipsilofodóntido, un iguanodontiano primitivo o un ornitisquio primitivo, miembro de Genasauria. Estudios recientes no han encontrado un consenso, algunos análisis describen como un ornitópodo no iguanodontiano, mientras que otros describen como un neornitisquio basal. En la descripción de Galleonosaurus, fue colocado dentro de Elasmaria en los tres árboles mostrados, por fuera del clado Clypeodonta. En al menos deos de ellos formando un clado con este y el sudamericano Anabisetia.

## Paleobiología
Leaellynasaura era un dinosaurio australiano polar de contextura delgada y de pequeño tamaño. Durante el Cretácico Inferior, la provincia de Victoria, Australia habría estado dentro del círculo polar antártico. Aunque el círculo polar antártico hoy en día es muy frío, pero este era menos frío a mediados de Cretácico. Sin embargo, debido a la inclinación del eje de la Tierra, Leaellynasaura y sus contemporáneos aún habrían estado viviendo en condiciones polares con largos periodos de luz de día y de noche. En función de la latitud, es posible que el sol no podría haber salido durante varias semanas o meses en el invierno, lo que significa que Leaellynasaura habría tenido que vivir en la oscuridad durante varios meses. Esto es particularmente relevante por el hecho de que el fragmento de cráneo holotipo de Leaellynasaura muestra que la fenestra de los ojos estaba más agrandada en comparación con sus parientes, esto sugiere que los lóbulos ópticos se habían agrandado para poder observar mejor en la oscuridad, como si hubieran evolucionado para ser rutinariamente activos en condiciones de poca luz.

## En la cultura popular
Aparece en el quinto episodio de la miniserie de televisión Caminando entre dinosaurios de la BBC. Su adaptaciones para el clima frío aparecen en "Evolution" de Stephen Baxter en el capítulo "The Last Burrow."
Común su aparición en Dinosaurios y Dinomisiones, en parte por Leaelina, un leaelinosaurio hembra dedicada al espionaje.